# Bebe (cantante)
Bebe, pseudonimo di María Nieves Rebolledo Vila (Valencia, 9 maggio 1978), è una cantautrice e attrice spagnola.

## Biografia
Bebe è figlia di due cantanti, componenti del gruppo folk Surberina. Circondata dagli strumenti musicali, mostra ben presto una inclinazione per la musica. Per il lavoro dei suoi genitori, la cantante si trasferisce fin da bambina in diverse città, Zafra, Mérida e Badajoz.
Nel 1995 entra come corista nel gruppo Vanagloria. Nel 1996, terminati gli studi, si trasferisce a Madrid per studiare arte drammatica. Dopo pochi mesi inizia a scrivere canzoni e si esibisce nei locali della capitale.
Nel 2001 vince un concorso di cantautori in Estremadura.

## Carriera
Nel 2002 inizia a collaborare con alcuni artisti spagnoli, in particolare Tontxu e Luis Pastor. Grazie a queste collaborazioni, la sua musica acquista nuove tonalità e contrasti.
Nel frattempo si avvicina concretamente al cinema e recita nei film Al sur de Granada,  El Oro de Moscú  ed in un episodio della serie  El comisario.
Alla fine del 2003 viene messa sotto contratto dalla EMI.
Conosce il produttore Carlos Jean e assieme compongono alcuni brani in cui la cantante mostra tutto il suo stile e la sua carica femminista.
Nel marzo 2004 esce il suo primo album intitolato Pafuera telarañas prodotto con Carlos Jean e vince l'Ondas Award come miglior nuova artista.
L'album presenta un sound che va dal flamenco al pop e un pizzico di ska, affronta temi molto forti, dalla violenza contro le donne all'amore, passando per la masturbazione femminile.
Dall'album Pafuera telarañas vengono estratti ben cinque singoli, tra questi Malo, il brano più famoso, le porta una notevole popolarità.
Nel 2005 ottiene 5 nomination ai Latin Grammy Awards vincendo un Grammy come miglior nuovo artista e conquistando altri 4 premi musicali: miglior album pop, miglior nuovo compositore, miglior nuovo artista e miglior video-clip.
Conquista cinque dischi di platino in Spagna e vende più di 500 000 copie in tutto il mondo restando per oltre 100 settimane in cima alla classifica spagnola.
Con il successo di Pafuera telarañas, Bebe inizia un lungo tour in giro per il mondo partendo dalla Spagna ed esibendosi in numerose città europee fino ad arrivare in America.
Nel 2006 il singolo Malo debutta anche in Italia e si rivela subito un grande successo programmato in tutte le radio.
Il 27 giugno 2006 con la sua popolarità arrivata ai massimi livelli, Bebe annuncia il suo ritiro per un anno dalle scene musicali per dedicarsi completamente alla carriera di attrice.
Tuttavia, l'artista accetta di esibirsi per la prima volta in Italia il 26 settembre 2006 nel programma condotto da Gianni Morandi Non facciamoci prendere dal panico.
Nella sua carriera di attrice ha recitato, con ruoli da protagonista, nei seguenti film: Caótica Ana, La educación de las hadas, El oro de Moscú , Al sur de Granada, Entre cien fuegos e Busco (cortometraggio).
Il 30 giugno 2009, cinque anni dopo il suo debutto discografico, esce il secondo album chiamato Y. (Y Punto), prodotto da Carlos Jean già produttore del primo, da cui vengono estratti quattro singoli: La bicha, Me fui, Pa mi casa e Busco me.
Nella cerimonia del Latin Grammy Awards 2009, Bebe dichiara di essere in attesa del suo primo figlio.
Il 31 marzo 2010 darà alla luce la sua prima figlia chiamata Candela.
Il 25 novembre 2011 viene lanciato su iTunes il singolo K.I.E.R.E.M.E che anticipa l'uscita del terzo album chiamato Un pokito de rocanrol, messo in vendita in tutto il mondo il 6 febbraio 2012, prodotto da Carlos Jean su etichetta EMI. 
Dallo stesso vengono successivamente estratti altri due singoli Adiós e Me pintaré.

## Discografia

### Album in studio
- 2004 – Pafuera telarañas
- 2009 – Y.
- 2012 – Un pokito de rocanrol
- 2015 – Cambio de piel

### Singoli
- Malo
- Ella
- Con mis manos
- Siempre me quedará
- Siete horas
- Me fui
- K.I.E.R.E.M.E
- Adiós
- Me pintaré

## Filmografia
- Entre cien fuegos (TV) (2002)
- Al sur de Granada (2002)
- El oro de Moscú (2002)
- Busco (2006)
- La educación de las hadas (2006)
- Caótica Ana (2006)